# Тилозаври
Тилозаврите (Tylosaurus), (на гръцки: τυλος – изпъкналост, σαυρος – гущер) са род гигантски мозазаври от периода креда. Името на рода е дадено от американския палеонтолог Отнийл Марш през 1872 г. Названието означава буквално „гущер с таран“ – удължението на носа старите автори разглеждали като един вид средство за лов на големи риби.
Останки от тилозаври са намирани по целия свят. Известни са в Северна и Южна Африка (T. capensis), Япония и Европа. Редица европейски и американски видове, по-рано отнасяни към рода хайнозавър, се оказват тилозаври. Всички тилозаврини (подсемейство мозазаври, където влизат тилозаври, хайнозаври, горониазаври, лакумазаври и танивазаври) са доста сходни помежду си.

## Видове
- T. proriger
- T. nepaeolicus
- T. haumuriensis
- T. kansasensis
- T. capensis
- T. pembinensis
- T. saskatchewanensis